# Diocesi di Margo
La diocesi di Margo (in latino Dioecesis Margensis) è una sede soppressa e sede titolare della Chiesa cattolica.

## Storia
Margo, corrispondente alla città di Orašje nell'odierna Bosnia ed Erzegovina, è un'antica sede vescovile della provincia romana della Mesia Prima (o Superiore) nella diocesi civile di Dacia, suffraganea dell'arcidiocesi di Viminacio.
Di questa diocesi è conosciuto un solo vescovo, di cui però è ignoto il nome. Le cronache dell'epoca raccontano che, quando la città venne assediata dai barbari, attorno al 441, questi chiesero che venisse loro consegnato il vescovo, che aveva usurpato le loro tradizioni; le autorità cittadine acconsentirono, ma il vescovo, piuttosto che sacrificarsi, preferì aprire le porte della città agli assedianti.
Dal 1933 Margo è annoverata tra le sedi vescovili titolari della Chiesa cattolica; dal 13 febbraio 2016 il vescovo titolare è Jacek Kiciński, C.M.F., vescovo ausiliare di Breslavia.
Farlati ipotizza che nel XV e XVI secolo alcuni vescovi Margaritensis possano in realtà appartenere a questa sede.

## Cronotassi

### Vescovi
- Anonimo † (menzionato nel 441 circa)[1]

### Vescovi titolari
- Franciszek Sonik † (16 dicembre 1935 - 27 novembre 1957 deceduto)
- Tiago Miguel (James Michael) Ryan, O.F.M. † (31 gennaio 1958 - 26 maggio 1978 dimesso)
- Salvador Trane Modesto † (28 dicembre 1978 - 11 ottobre 2015 deceduto)
- Jacek Kiciński, C.M.F., dal 13 febbraio 2016